# Martin Pennitz
Martin Pennitz (* 28. Juni 1962 in Graz) ist österreichischer Rechtshistoriker.

## Leben
Er studierte Rechtswissenschaften an der Universität Graz (Diplomarbeit 1984: Die Erfüllung der Oppositionsfunktion in der Konkordanzdemokratie, Promotion 1990, Habilitation 1998). Seit 2014 ist er Professor für Römisches Recht in Innsbruck.

## Schriften (Auswahl)
- Der „Enteignungsfall“ im römischen Recht der Republik und des Prinzipats. Eine funktional-rechtsvergleichende Problemstellung. Wien 1991, ISBN 3-205-05453-9.
- Das periculum rei venditae. Ein Beitrag zum „aktionenrechtlichen Denken“ im römischen Privatrecht. Wien 2000, ISBN 3-205-99139-7.
- mit Georg Klingenberg und Peter Apathy: Einführung in das römische Recht. Wien 2016, ISBN 3-205-20294-5.